# شالگوتاریان
شهر شالگوتاریان (به مجاری: Salgótarján) مرکز استان نوگراد در کشور مجارستان واقع شده‌است. جمعیت این شهر ۳۹٫۶۴۰ نفر است.